# Jocko Willink

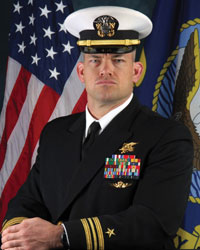
Jocko Willink (2017)

John Gretton „Jocko“ Willink Jr. (* 8. September 1971) ist ein US-amerikanischer pensionierter Offizier der United States Navy SEAL, Podcaster und Mitgründer der Management-Consulting-Firma Echelon Front. Außerdem ist er als Autor tätig und hat unter anderem an den Büchern „Extreme Ownership“ und „The Dichotomy of Leadership“ mitgewirkt.

## Leben
Willink war zunächst etwa 20 Jahre lang Teil der Navy SEALs, wo er über die Jahre zum SEAL Officer aufstieg. So war er unter anderem als Kommandeur der Task Unit Bruiser des SEAL Team Three im Kampf um die irakische Stadt Ramadi während des Irakkriegs im Einsatz. Anschließend arbeitete er als Ausbildungsleiter für die SEAL Teams an der amerikanischen Westküste, bis er 2010 in Pension ging.
Nach seinem Rückzug aus dem amerikanischen Militär gründete er gemeinsam mit seinem ehemaligen SEAL-Kollegen Leif Babin die Unternehmensberatungsfirma Echelon Front, schrieb mehrere Bücher und startete den „Jocko Podcast“.

## Auszeichnungen
Er erhielt den Silver Star und den Bronze Star für seinen Dienst im Irakkrieg.

## Bibliographie
- Extreme Ownership: How U.S. Navy Seals Lead and Win (2015) (ISBN 978-1-76055-820-8)
- Discipline Equals Freedom: Field Manual (2017) (ISBN 978-1-250-15694-5)
- The Way of the Warrior Kid (2017) (ISBN 978-1-250-15107-0)
- Marc's Mission: Way of the Warrior Kid (2018) (ISBN 978-1-250-15679-2)
- The Dichotomy of Leadership: Balancing the Challenges of Extreme Ownership to Lead and Win (2018) (ISBN 978-1-250-19577-7)
- Mikey and the Dragons (2018) (ISBN 978-1-942549-43-7)
- Way of the Warrior Kid 3: Where there's a Will...  (2019) (ISBN 978-1-942549-48-2)